# Porcelaine
Il Porcelaine è un segugio francese di antiche origini, proveniente dalla regione della Franca Contea.

## Aspetto
Il Porcelaine si chiama così perché il suo manto sembra essere fatto di porcellana. Il manto è bianco con macchie arancione, spesso sulle orecchie. La pelle è bianca ed il manto è molto fine. Il collo è lungo. 
I maschi sono alti da 56 a 58.5 cm. Le femmine vanno da 53.5 a 56 cm. Il peso varia da 25 a 28 Kg.

## Uso
Il Porcelaine caccia la lepre, il capriolo ed il cinghiale.